# Таинственный путь
«Таинственный путь» (англ. Mystery Road) — австралийский кинофильм режиссёра Ивана Сена, снятый им по собственному сценарию и вышедший на экраны в 2013 году. Драма о расследовании убийства девушки в маленьком городке, в ходе которого полицейский вступает в борьбу с наркоторговцами, параллельно открывая для себя с неожиданной стороны своих коллег и дочь-подростка.
В 2016 году Сен снял продолжение фильма под названием «Голдстоун», действие которого происходит спустя три года в другом городе. Кроме того, в 2018—2022 годах был создан телесериал «Таинственный путь», первые два сезона которого рассказывают о событиях, произошедших между событиями фильмов «Таинственный путь» и «Голдстоун», а третий сезон является приквелом и повествует о молодости главного героя.

## Сюжет
В австралийской глубинке, возле загородного шоссе Мистери-роуд рядом с небольшим городком в дренажной канаве найден труп убитой молодой девушки-аборигенки Джули. Кроме ножевой раны на теле обнаружены укусы собаки. Дело об убийстве ведёт Джей Сван — полицейский, который, как и убитая, имеет аборигенные корни. На несколько лет он уезжал из городка, но теперь вернулся и пытается вновь приспособиться к жизни здесь; с женой Мэри он разошёлся ещё до отъезда, и его дочь-подросток Синтия живёт с ней.
Постепенно Джей выясняет, что в городе действует сеть наркоторговцев, и основными клиентами являются подростки, в том числе молодые девушки. Те из них, у кого нет денег на наркотики, вовлечены в проституцию с дальнобойщиками. Джей пытается привлечь внимание коллег к этим проблемам, но у него складывается впечатление, что ситуация специально замалчивается несмотря на то, что год назад один из полицейских был найден убитым, и это убийство так и не раскрыто. Подозрения Джея вызывает также его сослуживец Джонно со своим напарником Робертсом.
Джей узнаёт, что в загородном мотеле часто останавливается один и тот же мужчина, который ездит на охотничьем грузовике. Такой же грузовик есть у одного из землевладельцев, Сэма Байли, живущего неподалёку с сыном Питом, при этом они держат охотничьих собак для охоты на кенгуру. Джонно даёт понять, что он напал на след наркоторговцев, и Джей может помешать его работе. От наркодилера Джей узнаёт, что однажды тот угнал машину, в которой обнаружил крупную партию наркотиков, однако их у него украли, и теперь, по всей видимости, местные криминальные круги ищут эти наркотики.
Джей находит ещё одну убитую девушку рядом с заброшенным кладбищем. Тем временем исчезает его дочь, которая, как понял Джей, была знакома с ранее убитой Джули и, по намёкам наркодилера, тоже могла пользоваться его услугами. Джей обыскивает дом Джули, покинутый её семьёй, и находит там в телевизоре спрятанную партию наркотиков. Он сообщает Джонно, что «нашёл потерянное», и назначает встречу в определённом месте за городом.
На встречу, где Джей должен передать наркотики, приезжают две машины. Человек в маске проверяет, на месте ли наркотики, и забирает их, после чего приехавшие начинают обстреливать Джея. С холма неподалёку в Джея из снайперской винтовки тоже стреляют, Джей узнаёт Пита Байли. Внезапно оказывается, что в засаде рядом находится и Джонно, который помогает Джею справиться бандитами, но сам погибает. Джей ранен, но все бандиты убиты. Одним из них оказывается Робертс, напарник Джонно. Джей находит в одной из машин цепочку Джули и следы её ногтей на кресле (ранее коронер говорил, что под ногтями жертвы найден ворс с автомобильного кресла). Джей уезжает с места перестрелки.
Перед закатом Джей подъезжает к своему дому, где его встречает жена и дочь.

## В ролях

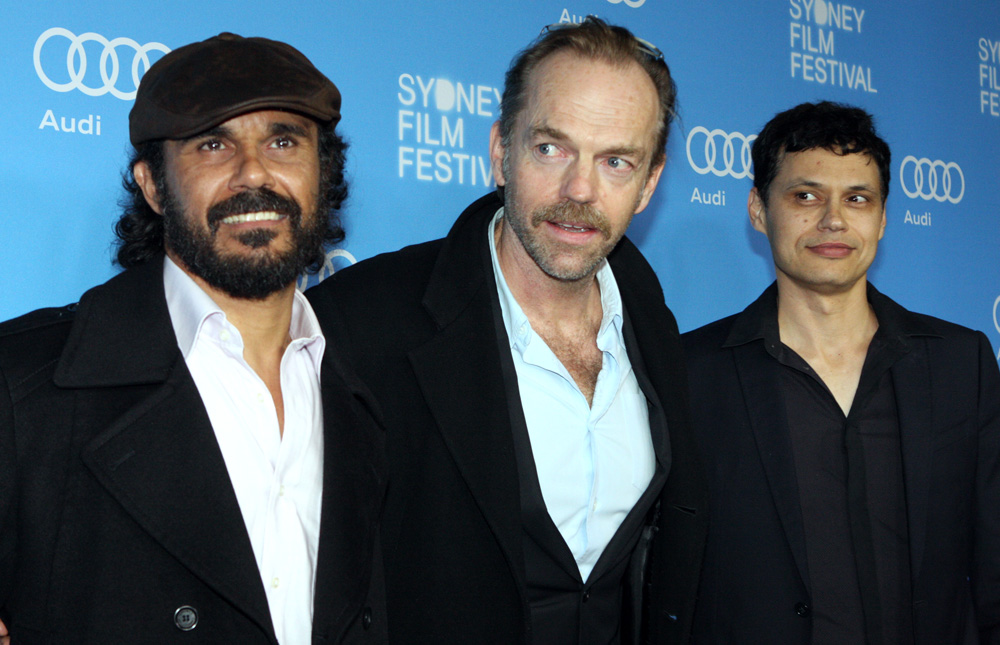
Аарон Педерсен, Хьюго Уивинг и Иван Сен на кинофестивале в Сиднее в 2013 году

- Аарон Педерсен — детектив Джей Сван
- Хьюго Уивинг — детектив Джонно
- Тасма Уолтон — Мэри Сван, бывшая жена Джея
- Тони Бэрри — сержант
- Роберт Маммоне — констебль Робертс
- Дэвид Филд — Сэм Байли
- Райан Квонтен — Пит Байли
- Дэмиэн Уолш-Хоулинг — Уэйн Сильверман, наркодилер
- Джек Томпсон — Чарли Мюррей
- Брюс Спенс — коронер Джим
- Джек Чарльз — "Старик", дядя Джея
- Трисия Уиттон — Кристал Сван, дочь Джея и Мэри
- Шивон Бинге — Тарни Уильямс
- Дэниел Робертс — Макка
- Самара Уивинг — Пегги Роджерс
- Зои Каридес — Ширли, владелица мотеля
- Рой Биллинг — Роббо, владелец оружейного магазина
- Лиллиэн Кромби — миссис Макдональд

## Награды
- Ассоциация кинокритиков Австралии[1] —
  - лучший фильм
  - лучшая режиссёрская работа (Иван Сен)
  - лучшая операторская работа (Иван Сен)
  - лучший сценарий (Иван Сен)
  - лучший актёр (Аарон Педерсен)
  - лучшйи актёр второго плана (Хьюго Уивинг)
- Круг кинокритиков Австралии —
  - лучшая режиссёрская работа (Иван Сен)
  - лучший сценарий (Иван Сен)
  - лучший актёр (Аарон Педерсен)

## Критика
Фильм получил преимущественно положительные отзывы. На Rotten Tomatoes у него 92 % одобрительных оценок на основе 36 рецензий, со средним рейтингом 7,3/10.
Критики называли фильм Сена медленным современным вестерном, который заставляет вспомнить классику Голливуда (учитывая тот факт, что главный герой ходит в ковбойской шляпе и ботинках), что, при этом, не уменьшает его австралийской сущности.